# Друг (журнал)
«Друг» — літературно-публіцистичний і науковий журнал-двотижневик, який у 1874—1877 видавав львівський гурток студентської молоді «Академічний кружок».
Редактором був Антін Дольницький (1853-1953) — батько видатної художниці Марії Дольницької (1895-1974). В липні 1876 в редакційну колегію журналу увійшли Іван Франко та Михайло Павлик. Їхня поява та публіцистичні листи М. Драгоманова до редакції зміцнили демократичні тенденції журналу. З першого півріччя 1877 він виходив як революційно-демократичний журнал, в якому велася гостра боротьба проти москвофілів і народовців.
Останнє число часопису «Друг» вийшло 23 травня 1877, до арештів усієї редакції, які поліція провела 9 — 12 червня того ж року.

## Вміст
Саме у журналі «Друг» був опублікований під псевдонімом «Джеджалик» перший друкований вірш Івана Франка («Народнії пісні (Сонет)» — 1874. – Ч. 3 [1(13).V]. – С. 51).
Друкувалися твори українських та закордонних літераторів. Іван Франко, зокрема, опублікував свій переклад роману Чернишевського «Що робити?». Публікувалися статті Михайла Павлика, вірші Олександра Здерковського. «Академічний гурток» видав альманах «Дністрянка», де вміщено твори І. Франка, повість Марка Вовчка «Інститутка» та ін. Серед матеріалів журналу — наукові праці, матеріали з історії, етнографії, звіти про діяльність студентських товариств, бібліографії. В критично-наукових матеріалах журналу порушувалися питання суспільної ролі літератури, науки, преси, значення творчості Т.Шевченка й усної народної творчості тощо.